# إدوارد مارش (مجدف)
إدوارد مارش (بالإنجليزية: Edward Marsh)‏ هو مجدف أمريكي، ولد في 12 فبراير 1874 في فيلادلفيا في الولايات المتحدة، وتوفي بنفس المكان في 10 أكتوبر 1932.

## وصلات خارجية
- إدوارد مارش على موقع الاتحاد الدولي للتجديف (الإنجليزية)
- إدوارد مارش على موقع اللجنة الأولمبية الدولية (الإنجليزية)
- إدوارد مارش على موقع أوليمبيديا (الإنجليزية)